# Canção ao Lado
Albums de Deolinda
Dois Selos e Um Carimbo
(2010)
1. Fado Toninho
2. Fon-Fon-Fon
3. Clandestino
4. Movimento Perpétuo Associativo

Canção ao Lado est le premier album du groupe portugais Deolinda sorti le 21 avril 2008. Il est double album de platine au Portugal, et a été vendu à plus de 50.000 exemplaires. En avril 2009 l'album a atteint la 8e place des ventes du World Music Charts Europe.
L'album Canção ao Lado  a été classé à la dixième place selon le vote des auditeurs de rádio Antena 3, un vote réalisé par cette radio en avril 2009, au sein duquel les auditeurs devaient choisir le meilleur album de musique portugaise édité entre 1994 et 2009, la liste comprenait 100 albums lancés durant cette période.

## Liste des pistes
1. Mal Por Mal
2. Fado Toninho
3. Não Sei Falar De Amor
4. Contado Ninguém Acredita
5. Eu Tenho Um Melro
6. Movimento Perpétuo Associativo
7. O Fado Não É Mau
8. Lisboa Não É A Cidade Perfeita
9. Fon-Fon-Fon
10. Fado Castigo
11. Ai Rapaz
12. Canção Ao Lado
13. Garçonete Da Casa De Fado
14. Clandestino

## Formation
- Ana Bacalhau (voix),
- Pedro da Silva Martins (composition, textes, guitare classique et voix),
- José Pedro Leitão (contrebasse et voix),
- Luís José Martins (guitare classique, Ukulélé, cavaquinho, guitalélé, viole de Braga et voix)